# 新川キネマ

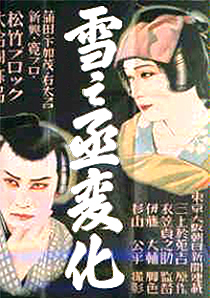
新川キネマでも上映された『雪之丞変化』（監督衣笠貞之助、1935年）

新川キネマ（しんかわキネマ）は、愛知県碧南市（旧新川町域）にあった劇場・映画館。1929年（昭和4年）に開館し、1978年（昭和53年）に閉館した。

## 歴史

### 戦前
昭和初期に碧海郡新川町千福から西山に至る農道が整備されたのと時を同じくして、1929年（昭和4年）には粘土採掘場跡地に映画専門館の新川キネマが開館した。開館時には帝国キネマから高田英太郎がマネージャーとして派遣され、ハドソン社のオープンカーが走って宣伝を行ったという。活動写真の呼び名が映画に変わりつつあった年であり、弁士や楽士が無声映画に音を付けていた。ピアノ、ヴァイオリン2人、トランペット、クラリネット、コントラバス、三味線の楽士団は客席最前列の一角で演奏し、楽士に対しては女性から数多くのファンレターが集まったという。新川キネマ前の農道は新川キネマ通りという愛称が付けられた。

### 戦後

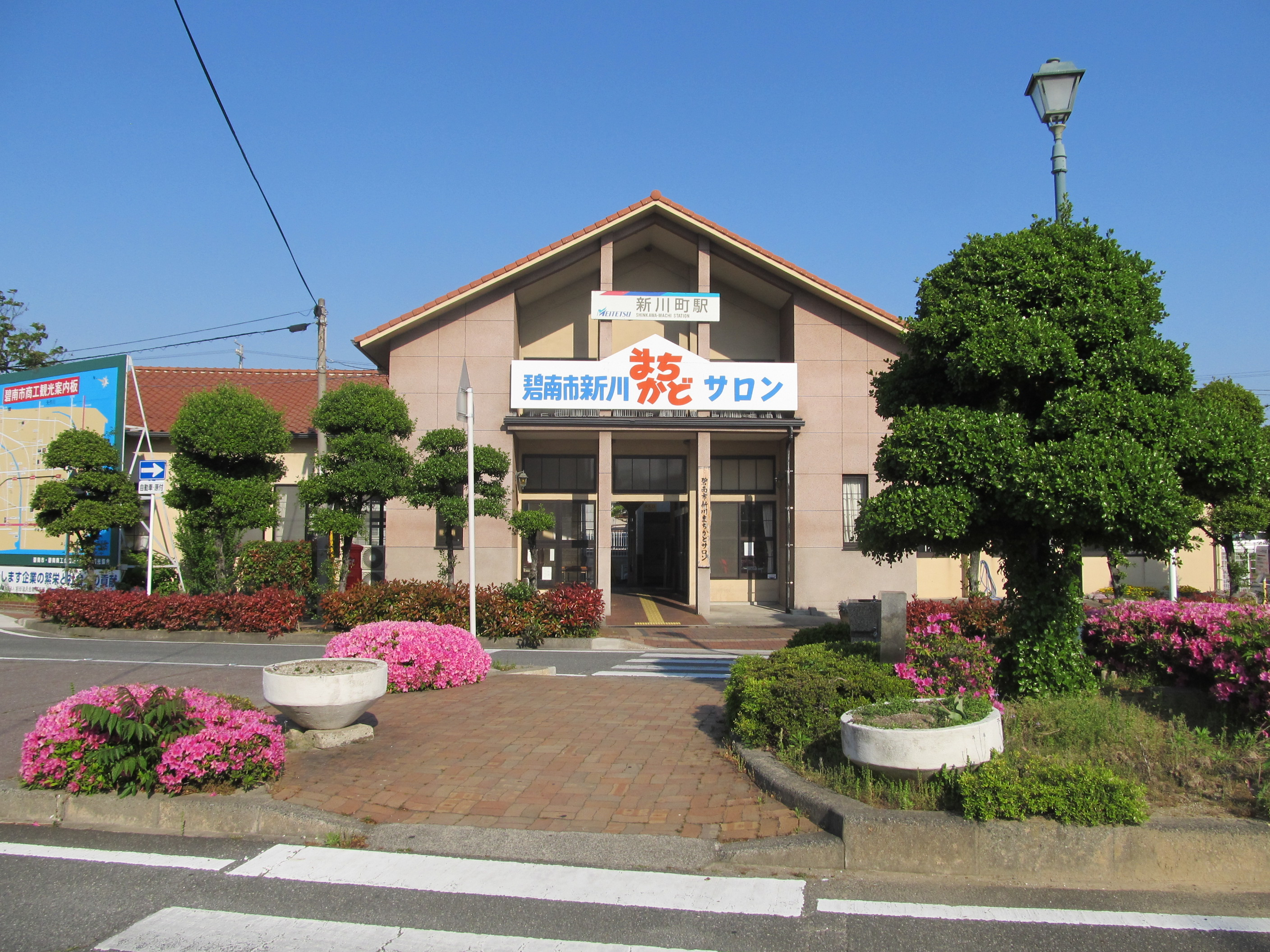
名鉄新川町駅

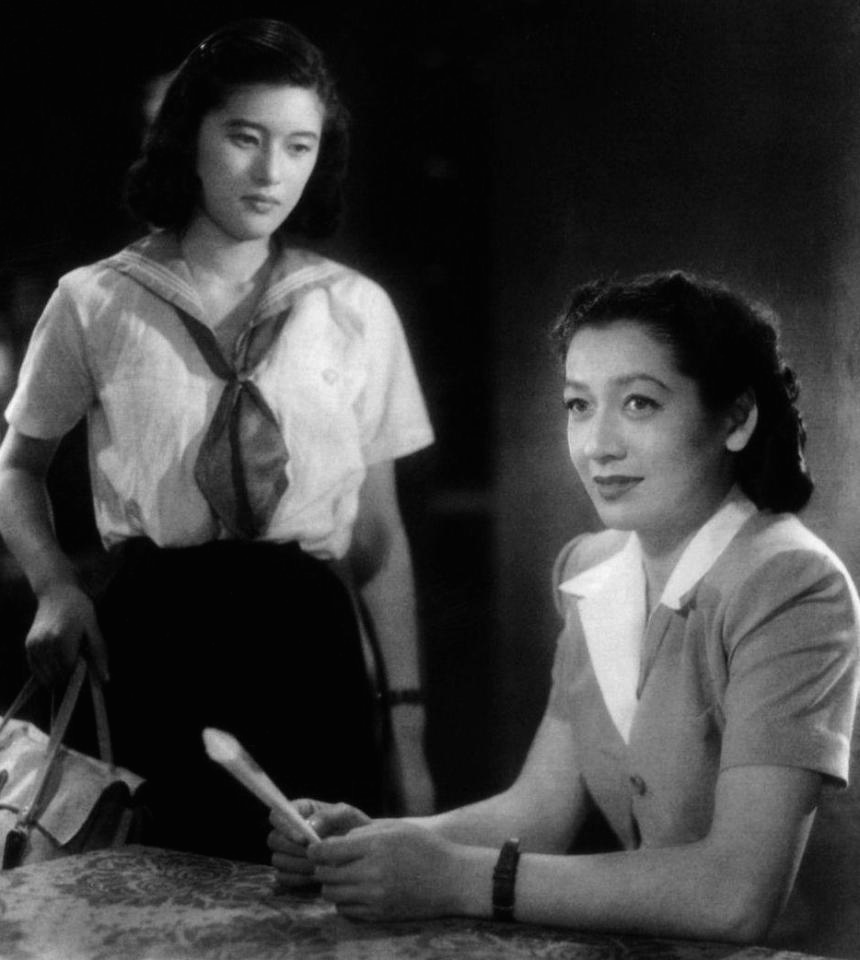
新川キネマで多数の観客を動員した『青い山脈』（監督今井正、1949年）の杉葉子（写真左）と原節子

戦後には劇映画の製作本数自体が激減していたため、田舎の映画館は戦前の作品を上映しており、新川キネマでは『愛染かつら』（松竹、1938年）、『人妻椿』（松竹、1936年）、『雪之丞変化』（松竹、1935-1936年）、『蛇姫様』（東宝、1940年）、『無法松の一生』（大映、1943年）などが上映された。この時期に上映された洋画は『望郷』と『商船テナシティー』の2作品のみだった。1949年には原節子主演の『青い山脈』（東宝）が新川キネマでも大ヒットし、高浜、西端、東端などからも多くの観客が詰めかけた。
1953年頃には建物のファサードを増改築し、長椅子を1人掛け椅子に交換、映写室を1階から2階に移した。映画館内に誕生したばかりのテレビが設置されたのもこの時期である。当時の入場料は大人50円だったが、月に1回ほど35円で入れる日が設けられ、立錐の余地のないほどの満員となった。『全国映画館総覧 1953年版』によると、1953年の新川キネマは562席の座席を有し、邦画全般を上映していた。
『全国映画館録 1960』によると、1960年の新川キネマは563席の座席を有していた。新川キネマは邦画全般を上映し、新川町の他館では新盛座が東映作品を、浜劇が邦画・洋画を上映していた。1970年代には愛知県道304号碧南高浜環状線が整備され、新川キネマ通りは途中で分断された。開館から50年目となる1978年（昭和53年）には新川キネマが閉館となった。晩年には成人映画も上映していた。同じ年には棚尾の三栄座も閉館しており、碧南市域から映画館が姿を消した。閉館後も新川キネマ通りの名前は残り、「キネマ通り商店街振興組合」が存在する。今日では街灯のデザインにも「キネマ通り」という透かしが入っている。

## かつて碧南市にあった映画館
| 画像 | 館名       | 所在地         | 営業年        |
| ---- | ---------- | -------------- | ------------- |
|      | 新盛座     | 旧碧海郡新川町 | 1887年-1961年 |
|      | 寿々喜座   | 旧碧海郡大浜町 | 1879年-1963年 |
|      | 浜劇       | 旧碧海郡新川町 | 1958年-1962年 |
|      | 三栄座     | 旧碧海郡棚尾町 | 1897年-1978年 |
|      | 新川キネマ | 旧碧海郡新川町 | 1929年-1978年 |